# Brew

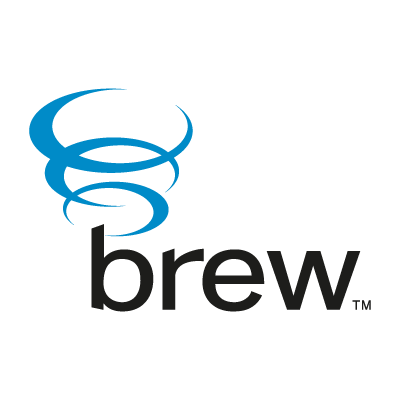
Logo da plataforma Brew.

BREW (sigla para Binary Runtime Environment for Wireless) é uma plataforma aberta desenvolvida pela empresa Qualcomm para criação e distribuição de aplicações para telefones celulares data de lançamento é desde 2001.
A distribuição das aplicações é realizada através de um aplicativo da Qualcomm chamado BREW Shop. Este aplicativo vem pré-instalado em todos os aparelhos que suportam esta tecnologia, e permite a compra e download das aplicações aprovadas pela operadora para uso de seus clientes. A versão 4.0 da plataforma também vinha no console Zeebo.

## Desenvolvimento
Para criação de aplicações é utilizada a linguagem de programação C++ e um framework disponibilizado pela Qualcomm, que possibilita o acesso às principais funções de um aparelho celular.
Para rodar suas aplicações nos celulares é necessário o desenvolvedor se registrar como tal no site da Qualcomm, esse registro custa 400 dólares e dá direito a 100 builds de programa.